# 해리엇 월터
해리엇 월터 여사(Harriet Walter, DBE, 1950년 9월 24일 ~ )는 잉글랜드의 배우이다.

## 출연 작품
- 센스 앤 센서빌리티
- 예감은 틀리지 않는다
- 로켓맨 - 헬렌 피에나 역